# 3087 Beatrice Tinsley
3087 Beatrice Tinsley este un asteroid din centura principală, descoperit pe 30 august 1981 de Alan Gilmore și Pamela Kilmartin.